# ديفيد كارجيل (متزحلق جبال الألب)
ديفيد كارجيل (بالإنجليزية: David Cargill)‏ هو متزحلق جبال الألب بريطاني، ولد في 15 أبريل 1957.

## وصلات خارجية
- ديفيد كارجيل على موقع أوليمبيديا (الإنجليزية)